# 王伯岳
王伯岳（1912年—1987年），男，四川成都人，中国中医儿科专家，曾任药典委员会委员，第六届全国政协委员。